# Castello di Biar
Il castello di Biar (in spagnolo castillo de Biar), è una fortificazione situata nel comune spagnolo di Biar, nella comarca dell'Alto Vinalopó, in provincia di Alicante.
Si trova nella cosiddetta "Via dei castelli del Vinalopó" (Ruta de los castillos del Vinalopó).

## Storia
Durante la dominazione musulmana si hanno notizie, per quanto scarse, della fortezza, che iniziò ad avere rilevanza a partire dall'epoca di Giacomo I d'Aragona, quando rimase come castello di confine secondo il trattato di Almizra. L'edificio perse le sue funzioni durante l'età moderna e, sebbene sporadicamente, venne utilizzato come cimitero e cadde in rovina. Fu dichiarato monumento histórico-artístico nel 1931. A partire dalla fine del XX secolo è stato restaurato in diverse occasioni.